# R'levtsi
R'levtsi (en macédonien Р'левци) est un village du centre de la Macédoine du Nord, situé dans la municipalité de Vélès. Le village comptait 18 habitants en 2002.

## Démographie
Lors du recensement de 2002, le village comptait :
- Macédoniens : 18